# 15e cérémonie des Aigles
La 15e cérémonie des Aigles pour l'année 2012, se déroule le 4 mars 2013, au Théâtre national de Varsovie.

## Lauréats et nommés
- Les nominations ont été déclarés le 7 février 2013.

### Aigle du meilleur film
- Marcin Krzyształowicz – Obława
  - Leszek Dawid – Jesteś Bogiem
  - Władysław Pasikowski – Pokłosie

### Aigle du meilleur film européen
- Autriche • Michael Haneke − Amour
  -  France • Michel Hazanavicius – The Artist
  -  France • Olivier Nakache, Eric Toledano − Intouchables

### Aigle du meilleur film documentaire
- Jacek Bławut − Wirtualna wojna
  - Jerzy Śladkowski − Fabryka wódki
  - Michał Marczak − Fuck for Forest

### Aigle du meilleur réalisateur
- Roman Polanski − Rzeź
  - Leszek Dawid − Jesteś Bogiem
  - Marcin Krzyształowicz − Obława

### Aigle du meilleur scénario
- Wojciech Smarzowski − Drogówka
  - Maciej Pisuk − Jesteś Bogiem
  - Marcin Krzyształowicz − Obława
  - Roman Polanski, Yasmina Reza − Rzeź

### Aigle de la meilleure actrice dans un rôle principal
- Agnieszka Grochowska − Bez wstydu
  - Weronika Rosati − Obława
  - Danuta Szaflarska − Pokłosie

### Aigle du meilleur acteur dans un rôle principal
- Maciej Stuhr − Pokłosie
  - Bartłomiej Topa − Drogówka
  - Marcin Dorociński − Obława

### Aigle de la meilleure actrice dans un second rôle
- Joanna Kulig − Elles
  - Izabela Kuna − Drogówka
  - Sonia Bohosiewicz − Obława

### Aigle du meilleur acteur dans un second rôle
- Arkadiusz Jakubik − Drogówka
  - Dawid Ogrodnik − Jesteś Bogiem
  - Maciej Stuhr − Obława

### Aigle de la meilleure photographie
- Arkadiusz Tomiak – Obława
  - Radosław Ładczuk – Jesteś Bogiem
  - Piotr Sobociński Jr. – Drogówka

### Aigle de la meilleure musique
- Krzysztof Komeda, Mariusz Ostański – Komeda, Komeda...
  - Mikołaj Trzaska – Drogówka
  - Alexandre Desplat – Rzeź

### Aigle de la meilleure mise en scène
- Allan Starski – Obława
  - Katarzyna Sobańska, Marcel Sławiński – Jesteś Bogiem
  - Wojciech Żogała – Mój rower
  - Janusz Sosnowski − Wyspa skazańców

### Aigle du meilleur costume
- Magdalena Rutkiewicz-Luterek – Obława
  - Agata Culak – Jesteś Bogiem
  - Małgorzata Braszka – Pokłosie

### Aigle du meilleur montage
- Jarosław Kamiński – Jesteś Bogiem
  - Cezary Kowalczuk – Mój rower
  - Jarosław Kamiński – Pokłosie

### Aigle du meilleur son
- Barbara Domaradzka, Piotr Domaradzka – Obława
  - Nikodem Wołk-Łaniewski – Felix, Net i Nika oraz Teoretycznie Możliwa Katastrofa
  - Michał Żarnecki – Piąta pora roku
  - Jan Freda, Jan Schermer et Bartosz Putkiewicz − Pokłosie

### Aigle de la découverte de l'année
- Michał Urbaniak – Mój rower (Acteur)
  - Marcin Kowalczyk – Jesteś Bogiem (Acteur)
  - Bartosz Konopka – Lęk wysokości (Réalisateur)

### Prix du public
- Leszek Dawid – Jesteś Bogiem

### Prix pour l'œuvre d'une vie
- Danuta Szaflarska